# Milan-San Remo 1907
La 1re édition de la course cycliste, Milan-San Remo a eu lieu le 14 avril 1907 et a été remportée par le Français Lucien Petit-Breton.

## Classement final
| #  | Coureur             | Pays   | Équipe         | Temps             |
| -- | ------------------- | ------ | -------------- | ----------------- |
| 1  | Lucien Petit-Breton | France | Bianchi        | 11 h 04 min 15 s  |
| 2  | Gustave Garrigou    | France | Peugeot-Wolber | + 35 s            |
| 3  | Giovanni Gerbi      | Italie | Bianchi        | m.t.              |
| 4  | Luigi Ganna         | Italie | Otav           | + 32 min 45 s     |
| 5  | Carlo Galetti       | Italie | Otav           | + 32 min 57 s     |
| 6  | Eberardo Pavesi     | Italie | Otav           | + 1 h 07 min 45 s |
| 7  | Giovanni Cuniolo    | Italie | Maino          | + 1 h 36 min 45 s |
| 8  | Philippe Pautrat    | France | -              | + 1 h 53 min 45 s |
| 9  | Clemente Canepari   | Italie | -              | + 1 h 54 min 01 s |
| 10 | Amleto Belloni      | Italie | -              | + 1 h 54 min 04 s |